# 関西大学社会安全学部
関西大学社会安全学部（かんさいだいがく しゃかいあんぜんがくぶ、英称：Faculty of Societal Safety Sciences）は、関西大学に設置されている学部の一つ。

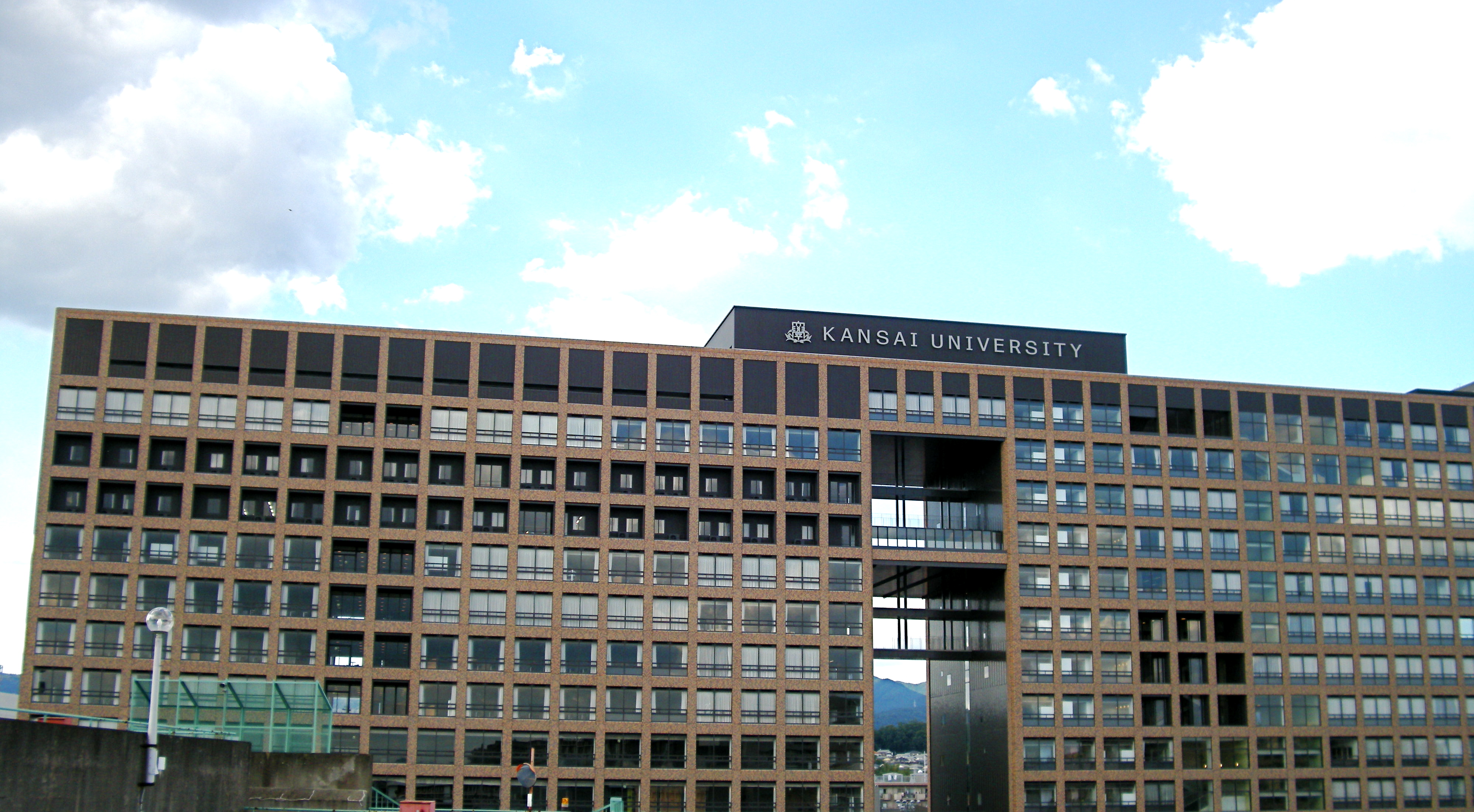
高槻ミューズキャンパス

## 概要
2010年4月に関西大学の12番目の学部として誕生した学部であり、関西大学は日本で唯一、社会安全学部を設置している。
関西大学社会安全学部は、地震や台風、火山噴火などによる自然災害、運輸の事故や家電製品事故、原発事故、環境破壊、食中毒事件など社会災害など、そういった地球上のあらゆる災害に対して、社会生活の安全を作るには何が必要か、どんな政策立案、システム作りが必要か、などを学び、研究していくことを目指している。また、文系・理系の垣根を越えた学際的な学びを特徴とし、これらの問題群を意識したカリキュラムを用意している。その為、学生たちは、法学、政治学、経済学、経営学、心理学、社会学、理学、情報学、工学、社会医学、など幅広い学問分野を横断して学んでいく。
高槻ミューズキャンパスには、「安全ミュージアム」があり、「防災・減災・危機管理」関連のグッズ、事故車両、駅の非常ボタンなどを展示している。

## 組織
社会安全学部
- 安全マネジメント学科

## 学部長
- 土田昭司

## 交通アクセス
高槻ミューズキャンパス
所在地：大阪府高槻市白梅町7-1
- JR京都線「高槻駅」から徒歩約7分
- 阪急京都線「高槻市駅」から徒歩約10分